# 锡耶纳
锡耶纳（義大利語：Siena，義大利語發音：[ˈsjɛːna] ⓘ）是意大利托斯卡纳大区的一座城市，也是锡耶纳省的首府。其老城中心区1995年被联合国教科文组织列为世界文化遗产。錫耶納是意大利著名旅游景点之一，在2008年共有超过169,000人次造訪這座城市。锡耶纳以獨特的料理、艺术、博物馆、中世纪景观和赛马节闻名于世。

## 歷史
錫耶納跟托斯卡納其他位於山區的城鎮一樣，伊特拉斯坎人是歷史上最早（西元前900年-400年）在此地居住的種族，當時有被稱為賽納一個部落。伊特魯里亞人是一個先進的種族對於義大利的中部地區造成重大的影響，因為他們使用灌溉技術來改善未開發的土地，而且在防禦功能良好的山區要塞來建設自己的居住地。一個稱為錫耶納茱莉亞的羅馬城鎮在屋大維皇帝時代設置在這裡。第一份提到它的文件可以追溯至西元70年。一些考古學家認為錫耶納在一段時期內曾被一個稱為塞農人（Senones）的高盧部落所控制。
羅馬市的起源的標誌是由母狼哺育成人的兄弟羅慕路斯與雷穆斯。根據這個傳說，錫耶納是由雷穆斯的兒子塞紐斯（Senius）所建立的。描繪母狼哺育雙胞胎羅慕路斯與雷穆斯的雕像和其他藝術品在整個錫耶納隨處可見。
錫耶納並沒有在羅馬人的統治下興盛繁榮。因為它並沒有靠近任何主要道路，也缺乏與其他地區進行貿易的機會。它的封閉狀態意味著基督教直到西元4世紀時才傳播到此，直到倫巴底人入侵錫耶納及周邊地區之後，它的繁榮才為外人所知。在倫巴底人佔領錫耶納後，古羅馬道路奧里利亞及卡西亞路暴露在拜占庭帝國的攻擊之下，所以倫巴底人貿易活動大部分改經過倫巴底人佔領的北部地與羅馬之間，沿一條通過錫耶納更安全的道路來進行。錫耶納因為成為一個貿易據點而逐漸繁榮，許多來往羅馬之間的朝聖者則讓錫耶納在未來幾個世紀內賺取了寶貴的收入。
錫耶納最古老的貴族家庭依附在倫巴底人的統治之下，直到查理大帝於774年消滅倫巴底王國為止。這座城市在這個時期被法蘭克人所統治，他們與既有的貴族家庭結婚，並留下許多文化遺產，目前人們可以在修道院裡見到這些遺產。然而封建制度的權力在1115年卡諾莎的瑪蒂爾達去世後逐漸減弱，當時她的家庭所控制的托斯卡尼地區分裂成幾個自治區。
錫耶納作為一個繁榮城邦，也在羊毛貿易與經營貸款業務上具有重要的地位。錫耶納政府直接受到主教的管轄，但是主教的權力後來在12世紀逐漸衰退。主教被迫承認城市貴族擁有更大的發言權，以換取他們幫助解決錫耶納與阿雷佐之間的領土爭端。後來錫耶納終於在1167年宣布獨立，脫離主教的控制。到1179年時，錫耶納已經擁有一部成文憲法。
這一個時期對於塑造現今的錫耶納也是至關重要的。錫耶納主教座堂在13世紀初已經完成。也正是在這一個時期，田野廣場成為世俗生活的重要中心，現在田野廣場已被視為歐洲最美麗的公民活動空間之一。新的街道通往它，它也擔任了市場和各種體育賽事舉行的地點（看作是一種暴動可能更貼切，佛羅倫斯足球比賽的傳統仍然流傳至今）。一道建於1194年的城牆，位於現今錫耶納市政廳的位置阻止土壤侵蝕，顯示了這個廣場作為一個公民的空間是多麼重要。

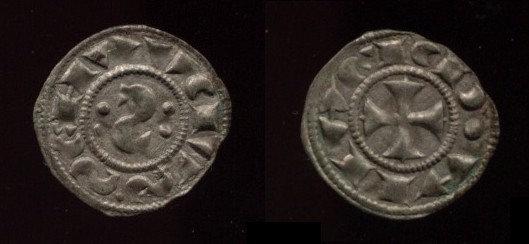
錫耶納中世紀所使用的錢幣（12世紀）

一個自治中世紀公社在12世紀初取代先前的貴族政府。錫耶納共和內部陷入貴族與人民政黨之間的鬥爭，而共和政府通常在政治上與主要的對手佛羅倫斯相對抗，並於13世紀時支持吉伯林派與佛羅倫斯的歸爾甫派相抗衡（這些衝突的背景也在但丁的《神曲》中出現） 。
吉伯林派在1260年9月4日獲得國王西西里曼弗雷德軍隊的援助，在蒙塔佩蒂戰役中擊敗佛羅倫斯的歸爾甫派。在這次戰鬥之前，錫耶納的軍隊大約只有2萬人，而佛羅倫斯的軍隊則大約有3.3萬人。在這次戰鬥之前，整個城市都供奉著聖母瑪利亞（在錫耶納的歷史上曾經多次發生，最近一次是在1944年乞求城市在盟軍丟擲炸彈下受到保護）。在這次戰鬥中幾乎有一半的佛羅倫斯軍隊（約15,000人）被殺死。因此直到今天，如果這兩個城市在任何體育比賽中遭遇，錫耶納支持者會要佛羅倫斯的支持者「不要忘了蒙塔佩蒂！」。

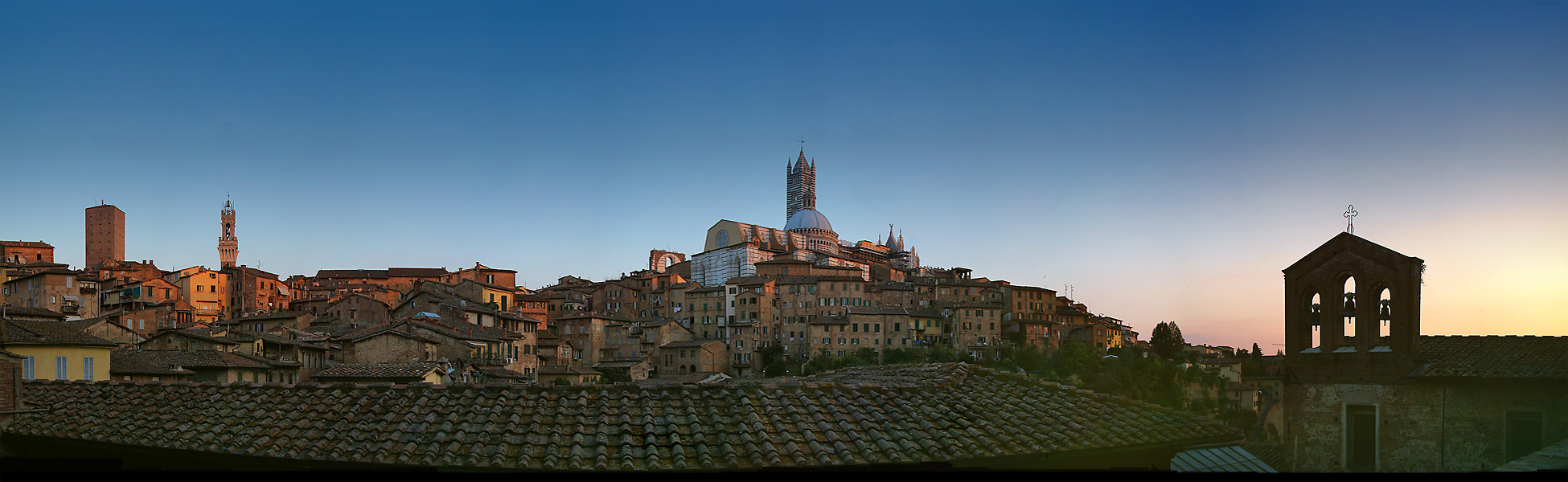
錫耶納主教座堂位於錫耶納的歷史中心

最早的羅馬城鎮會受到城市週遭城牆的限制。在10及11世紀以來，錫耶納開始往東部和北部發展，也就是現在的Camollia區。城牆完全包圍城市，而第二組結構則於13世紀末完成。今天這些城牆大部分依然存在。錫耶納大學成立於1240年，其著名的法律和醫學系隨之成立，也是義大利大學中最重要的科系。錫耶納的藝術水準在整個13及14世紀時可以與佛羅倫斯相媲美：中世紀後期的重要畫家杜奇歐就是錫耶納人。而且足跡片部整個義大利半島。錫耶納市政廳內的壁畫則是由羅蘭哲提（Ambrogio Lorenzetti）所繪的，錫耶納市政廳則是中世紀晚期/早期文藝復興藝術的代表之一，也代表性城市的烏托邦社會構想的體現。錫耶納在1348年遭到鼠疫侵襲，金融企業也遭到惡運。神聖羅馬帝國皇帝查理四世在1355年抵達這座城市，錫耶納在這段期間人口持續成長、九人黨（Noveschi）政府權利受到限制，十二人黨政府逐漸取代九人黨政府的地位。米蘭的吉安·加萊亞佐·維斯孔蒂後來为了對抗佛羅倫斯繼續擴張而取得錫耶納的領土。
吉安·加萊亞佐·維斯孔蒂後來在1404年遭到驅逐，新政府成立並與佛羅倫斯聯盟共同來對抗那不勒斯國王拉迪斯勞。庇護二世當選教宗後，皮科洛米尼家族與其他貴族家庭被允許返回錫耶納，但在庇護二世死後，這個城市的控制權重回到人民的手中。锡耶纳牧山银行在1472年成立，銀行至今仍然活躍，是在世界上現存最古老的銀行。佩特魯奇（Pandolfo Petrucci）在1487年開始統治錫耶納，並獲得那不勒斯王子那不勒斯的阿方索二世的支持。佩特魯奇統治這個城市直到他於1512年去世為止，這段期間藝術與科學皆持續發展，並從凱薩·波吉耳的手中維持它們的發展。查理五世後來派遣一支西班牙軍隊駐守在錫耶納，而錫耶納後來在1552年與法國合作，並將軍隊驅逐出境。於是查理五世隨之派遣軍隊攻擊錫耶納。
後來皮埃羅·斯特羅齊率領的法軍在1554年8月馬爾恰諾戰役被西班牙軍隊擊敗。於是在經過18個月的抵抗，錫耶納在1555年4月17日向西班牙投降，錫耶納共和國滅亡。西班牙國王腓力二世允許美第奇家族在此成立托斯卡納大公國，直到19世紀義大利統一為止。

## 人口
根據2008年人口普查結果，錫耶納的人口約為54,000人。自從1970年代之後，錫耶納人口就持續減少。
来源：意大利国家统计研究所

## 交通
距離錫耶納距離最近的機場是佛羅倫斯佩雷托拉機場與比薩聖朱斯托機場。
佛羅倫斯與比薩都有火車可以抵達錫耶納，轉乘站則是在恩波利。錫耶納火車站則位在城牆外側的山丘底部，距離市中心較為偏遠。
從佛羅倫斯可以直接撘乘巴士抵達錫耶納，大約需花費1個小時的時間。從羅馬（車程3個小時）與米蘭（車程4個半小時）也可以搭乘巴士抵達錫耶納。

## 經濟
錫耶納主要的經濟活動包括觀光業、服務業 、農業、手工藝製作與輕工業。在2009年時，錫耶納共有919間農業相關企業，佔地面積為10,755平方公里，耕地面積則為6,654平方公里。
錫耶納的工業活動並不發達，不過近年來仍然持續發展。糖果糕點業則是第二級產業中最主要的活動，並保持當地獨特的風味。義大利西雅那銀行則是這裡最主要的金融業，而生物技術產業在錫耶納地區亦持續成長。

## 世界遗产
该世界遗产被认为满足世界遺產登錄基準中的以下基準而予以登錄：
- （i）表现人类创造力的经典之作。
- （ii）在某期间或某种文化圈里对建筑、技术、纪念性艺术、城镇规划、景观设计之发展有巨大影响，促进人类价值的交流。
- （iv）关于呈现人类历史重要阶段的建筑类型，或者建筑及技术的组合，或者景观上的卓越典范。

## 主要景點
- 錫耶納主教座堂－動工於12世紀，是義大利羅馬式建築的經典代表之一。
- 田野廣場－是歐洲最大的中世紀廣場之一，錫耶納市政廳與曼吉亞塔樓環繞在廣場周圍。著名的賽馬（Palio）一年两度在廣場的邊緣舉行。
- 薩林貝尼宮，位於沙林貝尼廣場（Piazza Salimbeni），也是锡耶纳牧山银行的總部，它是世界上最古老的銀行之一。
- 聖母忠僕聖殿
- 圣多明我圣殿

## 体育
锡耶纳体育發展有一段悠久的历史。足球和篮球或许是锡耶纳最受欢的运动。但是其他运动例如橄榄球與田径也也許多人參與。

### 職業
锡耶纳足协成立于1904年，全面创建于1908年. 从2003年-2004年赛季开始，开始参加意大利足球甲级联赛（意大利足球最高级别联赛）。锡耶纳足球俱乐部的主场則是阿達美奧法蘭基球場。
锡耶纳最主要的篮球俱乐部是Mens Sana Basket（由于赞助商的原因，也被称为Montepaschi Siena），它也是锡耶纳最老的体育社团。Mens Sana Basket现参加意大利最高级别的篮球联赛意大利篮球甲级联赛，并获得2003年-2004年、2006年-2007年、2007年-2008年赛季的冠军。该队的主场則是Palasport Mens Sana体育馆。

### 業餘
如同意大利大部分城市類似，足球在锡耶纳非常受到欢迎，并组建了很多业余足球队，而业余足球联赛則在每年冬天举行。但是和意大利其他地方不同的是，锡耶纳拥有不少业余篮球队，而这些球队有時甚至比职业队伍還強，例如"l'Associazione Sportiva Costone Basket"和"La Virtus Siena"。
锡耶纳还有一些属於大学体育中心（CUS）旗下的大学女子队伍，包括击剑、排球和橄榄球。

### 赛马节
锡耶纳赛马节于每年7月2日和8月16日举行，是一项传统的环绕田野广场进行的赛马比赛。每年有大量观众觀賞锡耶纳赛马节，并通过电视转播至其他地區。

## 友好城市
錫耶納和以下城市結為友好城市:
- 法國阿维尼翁[2][3]
- 美国北卡罗来纳州康科德（2016年起）
- 德国魏玛（1994年起）
- 德国韦茨拉尔（1987年起）

## 图册

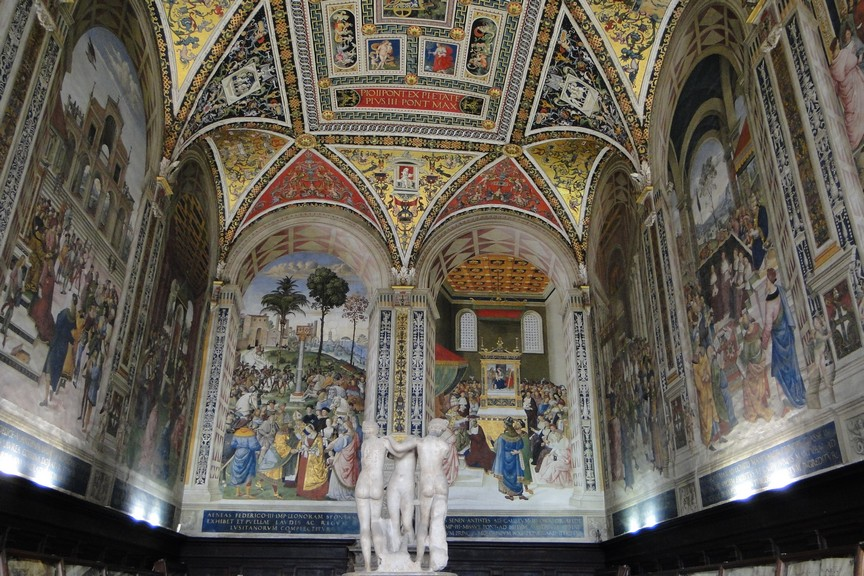
锡耶纳大教堂内部的皮科洛利尼图书馆

## 脚注
1. ↑  . ISTAT. 2012-12-28  [2019-01-30]. （原始内容存档于2020-02-07）.
2. ↑  . Avignon.fr.   [2013-07-13]. （原始内容存档于2013-07-16） （法语）.
3. ↑  . Ministère des affaires étrangères.   [2013-07-13]. （原始内容存档于2013-02-26） （法语）.

## 外部連結
- Official site （页面存档备份，存于）
- Official virtual tour （页面存档备份，存于）
- Siena virtual tour (Italian Landmarks) （页面存档备份，存于）
- Siena Forum
- The Mysticism of Catherine of Siena （页面存档备份，存于）
- Siena information for the independent traveler （页面存档备份，存于）
- Images from Siena （页面存档备份，存于）
- Map of Siena
- Siena tourist guide （页面存档备份，存于）
- Photography of Siena
- The Baptistery of Saint John （页面存档备份，存于）